# Симеон (Зинкевич)
Митрополит Симео́н (в миру — Оле́г Анато́льевич Зинке́вич, укр. Олег Анатолійович Зінкевич; род. 5 мая 1979, Ленинград) — архиерей Православной церкви Украины (до 15 декабря 2018 года — Украинской православной церкви Киевского патриархата), митрополит Днепровский и Сичеславский. Племянник митрополита Луцкого и Волынского Михаила (Зинкевича).

## Биография
Родился 5 мая 1979 года в Ленинграде в семье протоиерея Анатолия Зинкевича († 2019). С 1986 по 1997 учился в школе № 37 в Ленинграде (с 1991 года — Санкт-Петербурге).
В 1997 году возвратился на Украину, где поступил в Волынскую духовную семинарию УПЦ КП. Параллельно с учёбой до 2001, нёс послушание келейника и иподиакона митрополита Иакова (Панчука). В 2001 продолжил обучение в Киевской православной богословской академии УПЦ КП. Во время учёбы нёс послушание иподиакона у ректора КДАиС епископа Димитрия (Рудюка).
В 2004 году в Свято-Троицком кафедральном соборе Луцка епископом Луцким и Волынским Михаилом (Зинкевичем) хиротонисан во диакона.
С 2004 по 2007, находясь в Соединённых Штатах Америки, служил штатным диаконом в соборе Святого апостола Андрея Первозданного (Детройт).
В 2006 году епископом Луцким и Волынским Михаилом (Зинкевичем) хиротонисан во пресвитера. За время служения в штате собора награждён наперсным крестом.
В 2007 году в Свято-Троицком духовном центре Тернополя епископом Луцким и Волынским Михаилом (Зинкевичем) пострижен в монашество с наречением имени Симеон. Был насельником Луцкого Свято-Архангельского мужского монастыря.
В 2008 году переведён в Тернопольскую-Кременецкую епархию. Продолжил монашеский послушание и пастырскую деятельность в Свято-Троицком духовном центре. Исполнял послушание духовника православного молодёжного братства епархии и центра. Одновременно нёс послушание благочинного духовного центра.
В июне 2009 указом патриарха Киевского и всея Руси-Украины Филарета (Денисенко) зачислен в братию Выдубицкого монастыря Киева.
20 сентября 2009 года Указом Патриарха Киевского и всея Руси-Украины Филарета (Денисенко) назначен секретарём Киевской патриархии.
21 октября 2009 года решением Священного синода УПЦ Киевского патриархата избран епископом Днепропетровским и Павлоградским.
20 ноября 2009 года в Михайловском Златоверхом соборе Киева состоялось его наречение во епископа, которое совершили: патриарх Киевский и всей Руси-Украины Филарет (Денисенко), митрополит Переяслав-Хмельницкий и Бориспольский Димитрий (Рудюк), архиепископ Белоцерковский Александр (Решетняк) и архиепископ Луцкиий и Волынский Михаил (Зинкевич), епископ Черниговский и Нежинский Иларион (Процик), епископ Васильковский Евстратий (Зоря), епископ Вышгородский Епифаний (Думенко) и епископ Феодосий (Пайкуш). 21 ноября 2009 года там же теми же архиереями, а также митрополитом Криворожским и Никопольским Адрианом (Стариной), был хиротонисан во епископа Днепропетровского и Павлоградского.
13 мая 2011 года решением Священного синода назначен временно управляющим Криворожской епархией. 13 декабря того же года Криворожская епархия была присоединена к Днепропетровской епархий, в связи с чем стал титуловаться «Днепропетровский и Криворожский».
По прибытии в епархию подвергся вооружённому нападению со стороны неизвестных, после чего ему была предоставлена охрана. Заменив на кафедре довольно пассивного архиерея Адриана (Старину), взялся за развитие сети приходов и строительство типовых храмов в Днепре.
4 февраля 2012 года по случаю 50-летия со дня архиерейской хиротонии Патрирарха Киевского и всея Руси-Украины Филарета решением Священного Синода УПЦ Киевского патриархата награждён Орденом Святого равноапостольного князя Владимира Великого III степени.
Во время попытки захвата власти в Днепре в марте 2014, Симеон (Зинкевич) призывал хранить верность Украине, а представителей разных религиозных общин — объединиться для совместного отпора «русским диверсантам». Лично наладил конструктивное сотрудничество с лидером иудейской общины Днепра Шмуэлем Каминецким, общиной Армянской апостольской церкви и Духовным управлением мусульман. Летом 2014 епископ Симеон принял активное участие в организации капелланского служения в Вооружённых Силах Украины и развёртывании волонтёрской помощи для украинских военнослужащих в условиях агрессии Российской Федерации в Крыму и на востоке Украины. В период 2014—2016 Днепропетровско-Криворожская епархия собрала на нужды украинской армии 2 миллиона 75 тысяч гривен, а также 290 тонн гуманитарных грузов, 10 автомобилей, 100 коек, 1000 комплектов военной формы, приборы ночного видения, прицелы, бинокли, рации, бронежилеты, тепловизоры и беспилотные летательные аппараты.
Указом Президента Украины № 336/2016 от 19 августа 2016 года награждён юбилейной медалью «25 лет независимости Украины».
6 мая 2016 года решением облсовета Днепропетровской епархии УПЦ КП был передан двухэтажный особняк в стиле ренессанс 1890-х годов постройки, известный как Усадьба Фердинанда Андерегга. В октябре того же годы Симеон освятил епархиальное управление, а через год в самом здании он освятил храм Иконы Божией Матери «Нечаянная Радость», который вместе с Епархиальным управлением, библиотекой и воскресной школой образовали «Украинские подворья» («Українські подвір’я») — центр культурной жизни общины Днепра.
5-9 марта 2018 под руководством епископа Симеона в Днепре состоялся Первый Всеукраинский съезд военных священников УПЦ Киевского патриархата, на который прибыли около 250 священников со всей Украины. Выступая на съезде, он отметил, что клирики УПЦ КП на тот момент занимали 143 должности капелланов в Вооружённых силах Украины, «и это до 80 % всех капелланских должностей в воюющей армии», причём большинство из данных капелланов — клирики Днепровской епархии. Выступая съезде Симеон (Зинкевич) заявил: «Если не будет украинского воина, то не будет Украинского государства. Если не будет государства, то не будет украинской церкви. И священники, капелланы это понимали и, вместе с воинами, были всё время на фронте. А прихода Днепровской епархии, Слава Богу, все живы, идут на умножение, потому что многие увидели реальных подвижников среди священников. И говорят: это уже не виртуальный священник, а он действительно взял крест и пошёл за воинами, за народом».
15 декабря 2018 вместе с архиереями УПЦ КП принял участие в «объединительном соборе» в храме Святой Софии, на котором была образована Православная церковь Украины, а вошедшие УПЦ КП и УАПЦ — ликвидированы. 6 января 2019 в составе архиерейской делегации Объединительного Собора Украины принял участие в церемонии вручения Томоса об автокефалии Православной Церкви Украины, которая состоялась в Стамбуле, в Георгиевском патриаршем храме на Фанаре. Оригинал Томоса об Автокефалии был привезён в Днепр сразу после Киева. Симеон (Зинкевич) встречал президента Украины Петра Порошенко и президента благотворительного фонда «Солидарность» Александра Петровского в храме Рождества Пресвятой Богородицы в городе Днепр.
5 февраля 2019 года митрополит Киевский и всея Украины Епифаний назначил Симеона (Зинкевича) в состав первого Священного Синода Православной церкви Украины. По его ходатайству, одним из первых решений Синода стало открытие Свято-Благовещенского женского монастыря в городе Днепр.
24 ноября 2019 указом митрополита Киевского и всея Украины Епифания награждён саном архиепископа. К тому времени в Днепропетровской области действовало более 200 приходов ПЦУ, на которых служили около трёхсот штатных клириков.